# Le Petit-Bornand-les-Glières
Le Petit-Bornand-les-Glières település Franciaországban, Haute-Savoie megyében. Lakosainak száma 1118 fő (2015). Le Petit-Bornand-les-Glières Saint-Pierre-en-Faucigny, Bonneville, Brizon, Entremont, Le Grand-Bornand, Mont-Saxonnex, La Roche-sur-Foron, Saint-Laurent és Thorens-Glières községekkel határos.

## Népesség
A település népességének változása:
| Lakosok száma | 1118 | 1118 | 1145 |
|               | 2013 | 2015 | 2016 |